# ILTV
ILTV es una empresa de comunicaciones que produce y difunde noticias y otros programas sobre Israel, en idioma inglés y español.

## Historia
La empresa fue fundada en 2015 por el empresario de comunicaciones Ronen Lefler, y financiada por la empresa estadounidense JMG. Desde el comienzo el proyecto fue recibido con simpatía por las comunidades proisraelíes, tanto judías como cristianas. de diversos países del mundo. A lo largo de los años, la empresa se ha convertido en un proveedor israelí de una variedad de programas de televisión diarios en inglés y español, y proveedor de contenido para algunas estaciones de televisión.
En 2019, la empresa fue vendida a un grupo de inversores estadounidenses, liderados por la familia Palik de Miami, la cual nombró a su representante en Israel, Yaakov Berg, para administrar la empresa. Para julio de 2020, todo el contenido de la compañía se filmaba, transmitía y producía en Walla News Studios.
En julio de 2020, se firmó un contrato de cooperación estratégica con Ynet, tras lo cual todas las actividades de la empresa se transfirieron a las oficinas y estudios de Ynet.
La edición principal diaria de noticias en inglés se presenta diariamente en los vuelos de la aerolínea nacional israelí El Al.

## Plataformas de transmisión
- METV
- JBS
- JLTV
- JOY TV
- ROKU
- CBN
- Visjon Norge (Noruega)
- Vision Sverige (Suecia)
- KSCE
- The Blaze
- ynet News
- The News Forum
- ZoomerMedia (Canadá)[8]
- EL AL
- YouTube